# Orange Centrafrique
Pour les articles homonymes, voir Orange.
Orange Centrafrique commence ses activités de téléphonie mobile le 6 décembre 2007 et devient ainsi le quatrième opérateur de réseau mobile du pays. C'est un fournisseur d'accès Internet sans fil, utilisant la technologie WiMAX et offre un service 3G+ en mars 2013.
Selon l'Agence de Régulation des Télécommunications, au 30 septembre 2010, l'opérateur couvre 38 localités. Fin 2012, Orange est après Télécel, le second opérateur mobile du pays. Le service couvre 51 localités avec 81 sites. Le réseau de distribution est constitué de 4 500 revendeurs, 43 distributeurs et 4 agences à Bangui, Bouar, Bambari et Berbérati.

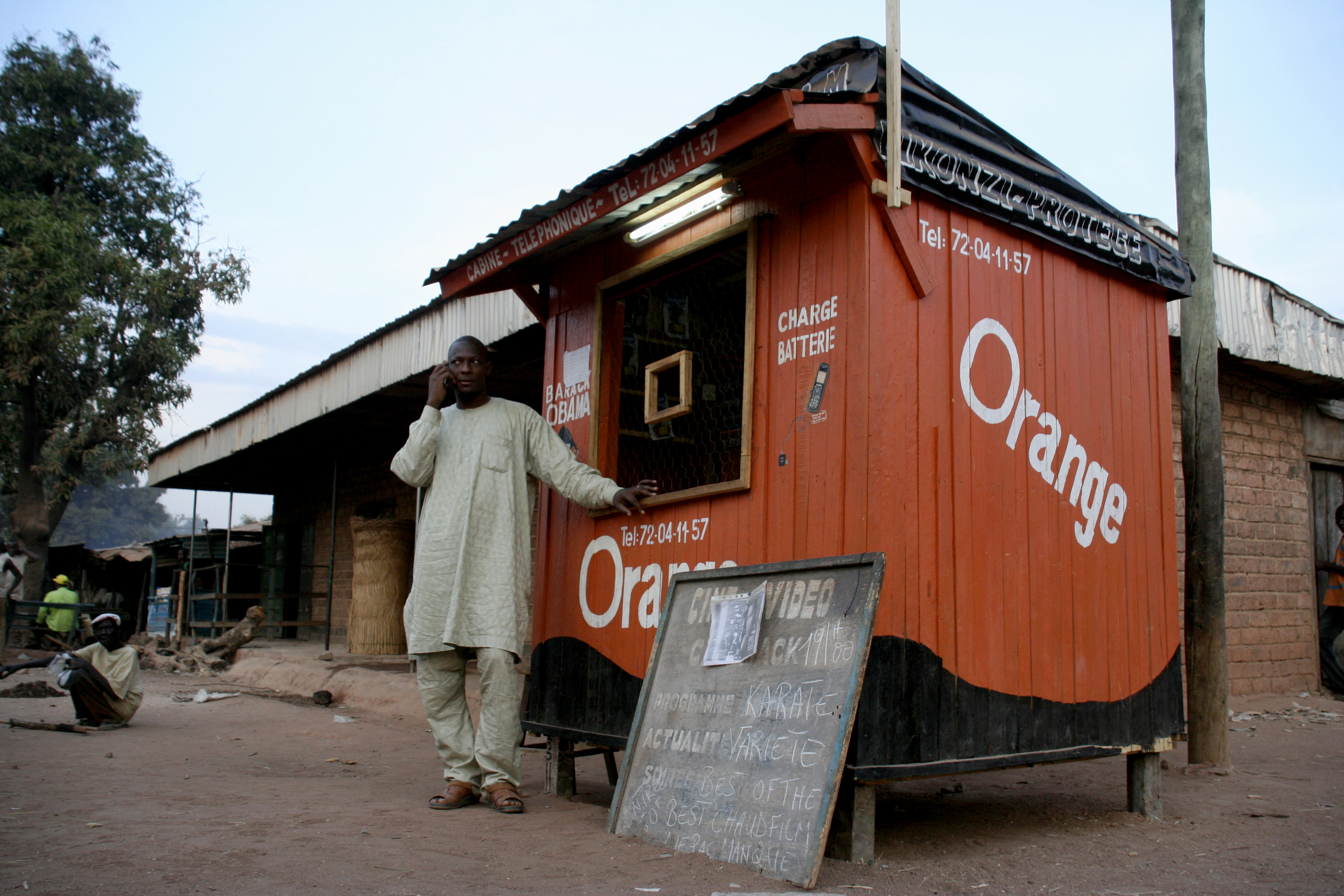
Kiosque de téléphonie à Paoua.